# Kastell von Katsingri

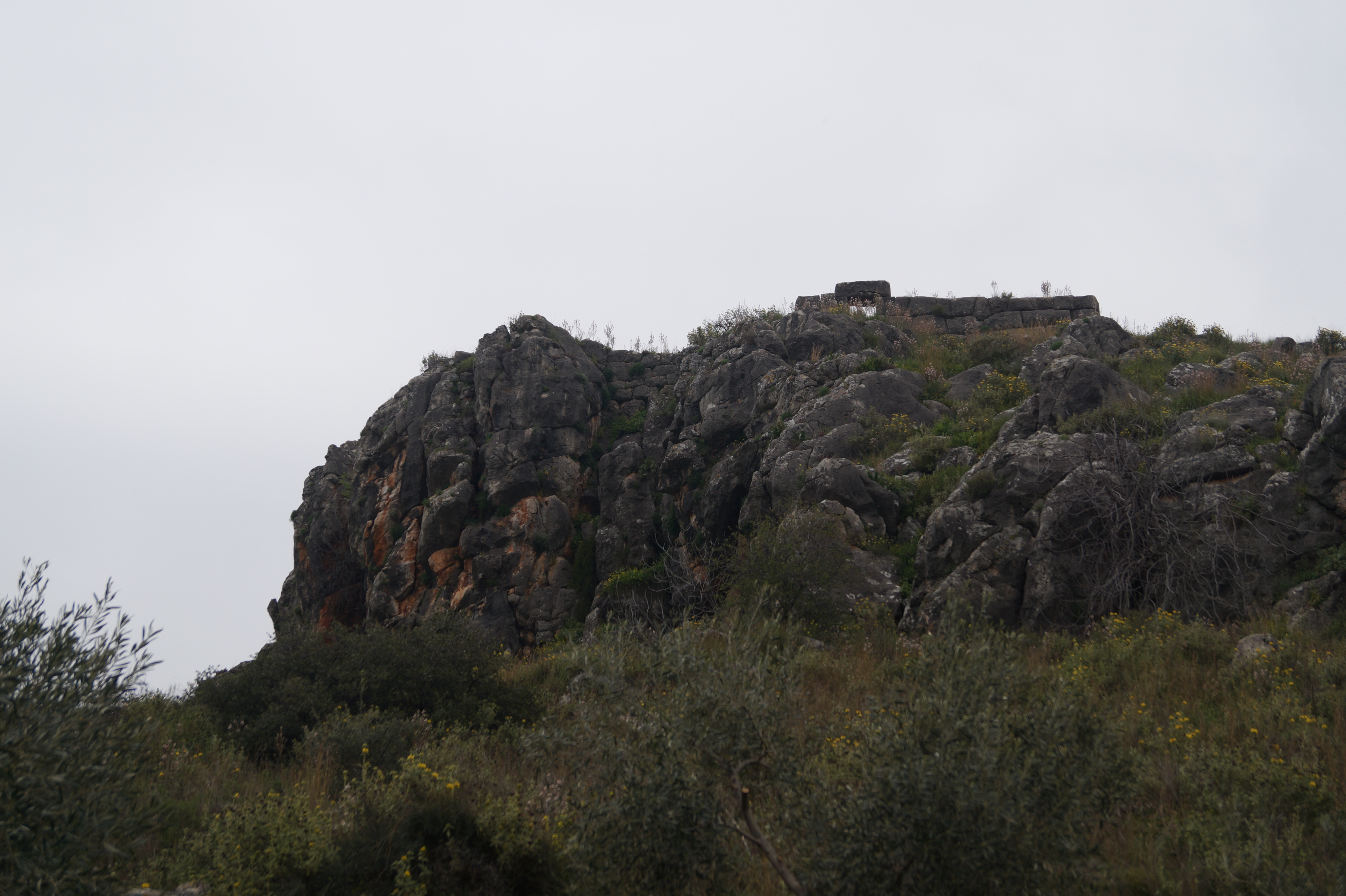
Blick von Nordwesten auf das Kastell

Das Kastell von Katsingri (griechisch Παλιόκαστρο = alte Festung) ist eine antike Befestigung aus dem 4. oder 3. Jahrhundert v. Chr. in der Argolis. Sie liegt etwa 1 km östlich des Ortes Agios Adrianos auf einem etwa 130 m hohen Hügel. Etwa 400 m südlich der Befestigung befindet sich die Wallfahrtskirche des Heiligen Adrianos. Die Burg sicherte den Weg von Argos nach Epidauros.
Benannt wurde das Kastell nach dem Ort Katsingri (griechisch Κατσίγκρι), der heute Agios Adrianos heißt. Seine Nord-Süd-Ausdehnung beträgt 47 m und die West-Ost-Ausdehnung 27 m und es hat eine Fläche von etwa 1200 m². Die Mauern sind in polygonalem Mauerwerk ausgeführt ähnlich der antiken Befestigung von Asine. Während alle anderen Teile der Außenmauer ein Rechteck bilden, folgt der nordöstliche Teil dem Gelände. Hier kann man zwischen den Felsen einzelne Mauerstücke erkennen. Innerhalb der Mauern auf dem höchsten Punkt befinden sich die unteren Mauerschichten eines Turmes von 9,20 × 9,20 m. Auch der westliche Eingang zum Turm ist noch erhalten. In der südwestlichen Ecke der Burg befindet sich eine mit wasserdichtem Putz versehene Zisterne. Es wurden bisher keine weiteren Gebäudereste innerhalb der Burg entdeckt. Auch die sonstigen Funde sind spärlich. Südlich bei der Kirche Agios Adrianos fand man hingegen menschliche Knochen und Scherben von Gefäßen.
Bisher konnte nicht geklärt werden, aus welcher Richtung ein Zugang zur Burg bestand. Im 15. Jahrhundert n. Chr. besuchte Cyriacus von Ancona den Ort und vermutete, dass hier einst Mykene lag.